# 星のカービィ プププヒーロー
『星のカービィ プププヒーロー』（ほしのカービィ プププヒーロー）はあおきけい&みかまるによる日本のギャグ漫画作品。

## 概要
ゲーム『星のカービィ』シリーズを題材とした漫画作品。カービィたちの日常をギャグを交えて描写しているほか、ゲーム『星のカービィ ウルトラスーパーデラックス』『毛糸のカービィ』『あつめて! カービィ』『星のカービィ Wii』を基にしたストーリーも展開される。ゲームを元とした漫画だがカービィの語尾や、デデデ城の形状、ワドルドゥが隊長という設定など、アニメ版星のカービィに準じている部分も多い。
後述の通り、『星のカービィ ウルトラスーパープププヒーロー』（ほしのカービィ ウルトラスーパープププヒーロー）と改題されての連載もあり、こちらにおいても主要メンバーの構成は変更がなかった。『ウルトラスーパープププヒーロー』連載期間中に発売されたゲーム『タッチ!カービィ スーパーレインボー』を基にしたストーリーも展開された。末期には『星のカービィ トリプルデラックス』を基にした展開が始まろうとしていたが、後述の通り、掲載紙の休刊により続きが描かれないまま終わってしまっている。
掲載誌の構造から、『プププヒーロー』は左綴じ横書き、『ウルトラスーパープププヒーロー』は右綴じ縦書きになっている。

### 連載
『プププヒーロー』は、『デンゲキニンテンドーDS』（メディアワークス）2008年1月号で連載を開始し、後継誌の『デンゲキニンテンドー for KIDS』2013年5月号まで連載していたが、掲載誌の休刊に伴い連載が終了した。
『ウルトラスーパープププヒーロー』は、2014年10月21日に創刊された『デンゲキバズーカ!!』（アスキー・メディアワークス）の中で、改題して連載を再開した作品。しかし、同誌が2016年4月号をもって休刊したため、突如として連載が終了している。

### 単行本化
本作は『デンゲキニンテンドーDS』『デンゲキニンテンドー for KIDS』連載漫画の中では人気を博した方であり、同誌連載漫画のほとんどは単行本化されない中、同誌の2013年4月号・5月号の別冊付録としてこれまでの掲載話をまとめた本が上・下巻作成された。一方で『ウルトラスーパープププヒーロー』に関しては付録コミックなどは作成されなかった。
この通り読める機会の限られている作品だったため、連載終了の翌年にファンによって復刊ドットコムのリクエスト投票ページが作られた。その働き掛けもあり、連載終了から9年経過した2022年7月、KADOKAWAより正式な単行本（児童書扱い）が発刊された。2022年7月から2023年7月にかけて全5巻に分けて刊行され、3巻目には付録コミックでは未収録だった話が収録されたほか、最終巻には描き下ろしが収録された。
付録コミックが作成されなかった『ウルトラスーパープププヒーロー』についても、売れ行きによっては単行本化される可能性があることを作者のあおきは示唆していた。その後、2023年7月発売の「星のカービィ Wii〜さよなら!! ハルカンドラ!!編」にて、『ウルトラスーパープププヒーロー』単行本化の予告が掲載され、同年12月に『ウルトラスーパープププヒーロー』の第1巻となる「プププランドのヒーロー現る!!編」が発売された。なお、同作は本誌掲載時、前述のとおり打ち切りのような形で終わってしまっていたが、2024年4月発売の第2巻にあたる「ドロッチェ団と幻のスズ!!編」でも同様になっている。

## 登場人物
カービィ
本作の主人公。得意技はコピー能力。基本的に悪事は許さない勇敢な性格だが、結構マヌケで、自分の指名手配書を見て自分を捕まえようとデデデ城に向かった事も。普段はチリーの家に居候している。
一人称は「ぼく」で、語尾に「○○ポヨ」を付ける。また、独自の造語を使う事が多い（例：「ごちめまして（ごちそうさま+初めまして）」「いただいま（いただきます+ただいま）」など）。
『ウルトラスーパープププヒーロー』では、語尾に「○○ポヨ」と付けない口調に変更されている。
デデデ大王
プププランドの我侭な自称大王。アニメ版と同様に悪知恵は抜きん出ており、飢え死にしないため、部下のワドルドゥにプププランド中の食べ物を盗ませ、自分の城を食べ物の城に改造しようと企んだり、クラッコに食べ物を黒焦げにするように命令したり、鶏がらスープを食べるためにダイナベイビーを誘拐した際、カービィに誘拐した犯人となすりつけるなど（ポピーブロスJr.曰く「いつものアホの大王様とは違う」）。自分の悪事を阻止するカービィやチリーと対立している。また、人気のあるメタナイトにも嫉妬感を抱いている。
また、卑怯な手口を平気で実行し、雪合戦で「雪玉に石を入れてはいけない」というルールを無視して雪玉にロッキーを入れてチリーにぶつけた事に激昂したミスター・フロスティに指摘されたが「プププランドの国王だからワシのルールだ!」と罪悪感の無い返答をし、部下たちに「セコイ手では右に出るものなし!」と呆れさせた。一人称は「ワシ」。『メタナイトの逆襲』編では原作では登場しないが、人質と言うオリジナルポジションに付いていた。
チリー
プププランドの住人の雪だるま。カービィのヘルパーで、いつもカービィに食べ物を強請られるが、絶妙なコンビネーションを繰り広げる。一度カービィの大喰らいに耐え兼ね、追い出した事がある。キャピィやブロントバート、スカーフィとは友人関係で、リーダー格。ミスター・フロスティとはライバル関係で、昔は雪合戦でミスター・フロスティに勝っている。性格や行動はアニメ版に登場するフームに準じている点が多い。一人称は「おれ」。
『あつめて編』『Wii編』では原作に存在しないオリジナルポジションに就いている。
ワドルディ
デデデ大王の兵士で、ワドルドゥの部下。普通のワドルディの他に槍を持ったヤリワドルディも登場している。
メタナイト
デデデ大王に雇われた仮面の騎士。騎士道精神あふれる冷静沈着な性格でカービィのボケにも全く動じないが、実直故に天然ボケな一面も見せる。
ワドルディ達からは「1頭身の輝ける星」と大変慕われており、デデデが家出する遠因を作ったことも。
バンダナワドルディ
上記のワドルディ達とは別個体のワドルディ。メタナイト曰く、「デデデ城では見た事が無い、燃える目をしたワドルディ」。デデデ城出身ではなく、遠くから修行にやってきた。メタナイトに憧れを抱いており、部下に加わった。当初は白いバンダナを巻いていたが火事で焼けてしまった為、メタナイトからマントの切れ端を貰い、それ以来それをバンダナ代わりにし、原作ゲームの「バンダナワドルディ」と同じ姿になった。原作ゲームのデデデ大王の側近の「バンダナワドルディ」のポジションだが、メタナイトの部下である「船員ワドルディ」のポジションも統合されている。その為、ゲームの船員ワドルディは本作には存在しない。
ワドルドゥ
デデデ大王の部下で、ワドルディの隊長。デデデ大王の我侭には手を焼いているが、基本的に忠実。
ポピーブロスJr.
デデデ大王の部下。ワドルドゥ同様、デデデ大王の我侭に手を焼いているが、基本的に忠実でワドルドゥたちを指揮し、デデデ大王の悪巧みにとことん付き合う。アニメ版に登場するドクター・エスカルゴンに準じている点が多い。
マホロア
『Wii編』から登場。ローアと共にポップスターに不時着し、カービィ達にローアの修理の為パーツ集めを依頼する。原作同様、カービィ達にランディアを倒させ、マスタークラウンを横取りする為に騙していた。序盤からカービィ達を「使えねーヤツら」として見下しており、舌打ちをするなど邪悪な本性を覗かせており、チリーにはそれを見破られている。
普段はカービィのヘルパーであるチリーと共にローア内で留守番しており、カービィ達よりもチリーと絡む事が多く、話が進むに連れてチリーに強い執着心を抱くようになり、チリーグッズを集めたり、本性を現した後も「二人で宇宙を支配しよう、キミにポップスターをあげるヨォ」と誘いかける程である。
コックカワサキ
プププランドで店を開いているが、アニメ版同様腕は非常に悪く、カービィとデデデ大王しか食い付かない（その為店は繁盛していない）。その不味さはチリーを一口でダウンさせ（体が溶けかけるほど）、メタナイトを震え上がらせるほどである。その為、「グルメレース」を開催したが、参加者はほとんどいなかった。災難に巻き込まれがち。『メタナイトの逆襲』編では「カービィと大王様がいなくなったら、ボクの料理を食べてくれる人がいなくなっちゃう～」と、二人がいなくなる事を悲しんで涙していた。

### ゲストキャラクター
Mr.フロスティ
3話、28話で登場。男性で一人称は「ワス」。チリーに雪合戦で負けてからずっと山に篭って修行しており、チリーにライバル心を抱いている。デデデ大王がカービィに懸けた「食べ物一年分」という懸賞に釣られてカービィを捕まえようとするが、デデデ大王が雪合戦で雪玉に石（ロッキー）を入れてチリーを攻撃するというルール違反の暴挙を犯した事に激高し、カービィ達と協力してデデデ大王を懲らしめ、計画を破綻させた。マヌケな面があり、変装していたカービィに気付かなかった。味音痴であり、コックカワサキの料理を美味しく食べられる数少ない一人。
ダイナブレイド
4話、30話、31話に登場。メス。伝説の怪鳥であり、子供はダイナベイビー。デデデ大王がカービィをダイナブレイドに始末させる為にカービィの着ぐるみを着るバレバレの変装をしてダイナベイビーを誘拐し、それをテレビで放送するというやらせ報道を行い、ダイナブレイドを騙した。その際、ダイナベイビーを捕らえて鳥鍋にするという暴挙を行おうとしていたが、カービィ達の介入によりダイナブレイドに嘘がバレ、更にダイナブレイドがダイナベイビーを庇ってポピーのボム攻撃を受けた事でカービィを怒らせ、デデデ大王一味は制裁された。その後はダイナブレイド親子は山に帰り、ダイナブレイドは『メタナイトの逆襲』編で再登場した。
シミラ
19話～21話に登場。男性で一人称は「私」。デデデ大王の部下で、ミラー能力の使い手であり、チリーの攻撃を反射して凍らせ、人質にする為に誘拐した。自称エリートだが、カービィとチリーの策に敗れた。メタナイトに対抗心を抱いているが、まったく相手にされていない。悪口に弱く、自分の悪口を聞くと怒り出して隙が出来てしまう（その弱点を自覚しており、20話ではヘッドフォンを付けて聞こえないようにしていた）。21話ではカービィに連敗した為、メタナイトにゴミとして捨てられていた。
クラッコ
2話で登場。男性。デデデ大王の部下。デデデ大王がデデデ城以外の食べ物を雷で黒焦げにして、カービィを空腹でヘロヘロにして始末する為に、クラッコに食べ物に雷を落として食べられないようにさせていた。雲である為感情によって天気が変わり、張り切ると雷を落とし、悲しくなると雨を降らせ、デデデ大王のギャグで凍り付いてしまう。カービィにはその隙を突いて倒された。
バイオスパーク
7話で登場。男性で一人称は「拙者」。デデデ大王直属の忍者。「カービィは毛虫が苦手」という弱点を掴み、それを利用してカービィを追い詰めたが、カービィの奇策に敗れる。
ファッティホエール
8話で登場。海から川に迷い込み、デデデ川の河口に詰まって、洪水を起こしてしまったが、カービィ達の協力で周りが崩れて動けるようになり、無事海へと帰って行った。
カイン
8話で1コマだけ登場。唯一、『2』からの登場である。
ドロッチェ
『あつめて』編に登場。男性。以前からカービィと面識があり、ネクロディアスの所へ案内する代わりに、宝探しを手伝う事を交渉する。ネクロディアスとは幼い頃からの知り合いである。
ネクロディアス
『あつめて』編のラストボス。男性。ドクロン達は直属の部下。幼い頃は根暗で、ドロッチェに「ネクラディアス」とからかわれていた。カービィを倒し世界を闇に包もうとしたが、カービィの楽しい思い出に戸惑った事で形勢逆転され、敗北する。

## 書誌情報
- あおきけい&みかまる『星のカービィ プププヒーロー』KADOKAWA、全5巻
  1. 「ごちめまして!! ボク カービィ!!編」2022年7月27日発売[10]、ISBN 978-4-04-914438-3
  2. 「特訓!! ワドルディ!!編」2022年7月27日発売[11]、ISBN 978-4-04-914439-0
  3. 「プププランド最大の事件!!編」2022年12月14日発売[7]、ISBN 978-4-04-914566-3
  4. 「星のカービィ Wii〜ナゾの船とマホロア!!編」2023年4月5日発売[12]、ISBN 978-4-04-914893-0
  5. 「星のカービィ Wii〜さよなら!! ハルカンドラ!!編」2023年7月12日発売[8]、ISBN 978-4-04-914894-7
- あおきけい&みかまる『星のカービィ ウルトラスーパープププヒーロー』KADOKAWA、全2巻
  1. 「プププランドのヒーロー現る!! 編」2023年12月6日発売[13]、ISBN 978-4-04-915311-8
  2. 「ドロッチェ団と幻のスズ!! 編」2024年4月3日発売[14]、ISBN 978-4-04-915312-5

### 付録コミック
- 上巻は「デンゲキニンテンドー for KIDS」2013年4月号の付録。2009年1月号〜2011年2月号までの話が収録。
- 下巻は「デンゲキニンテンドー for KIDS」2013年5月号の付録。2011年3月号〜2013年5月号までの話が収録。ただし、2011年12月号掲載話のみ収録なし[注 1]。